# Química col·loidal

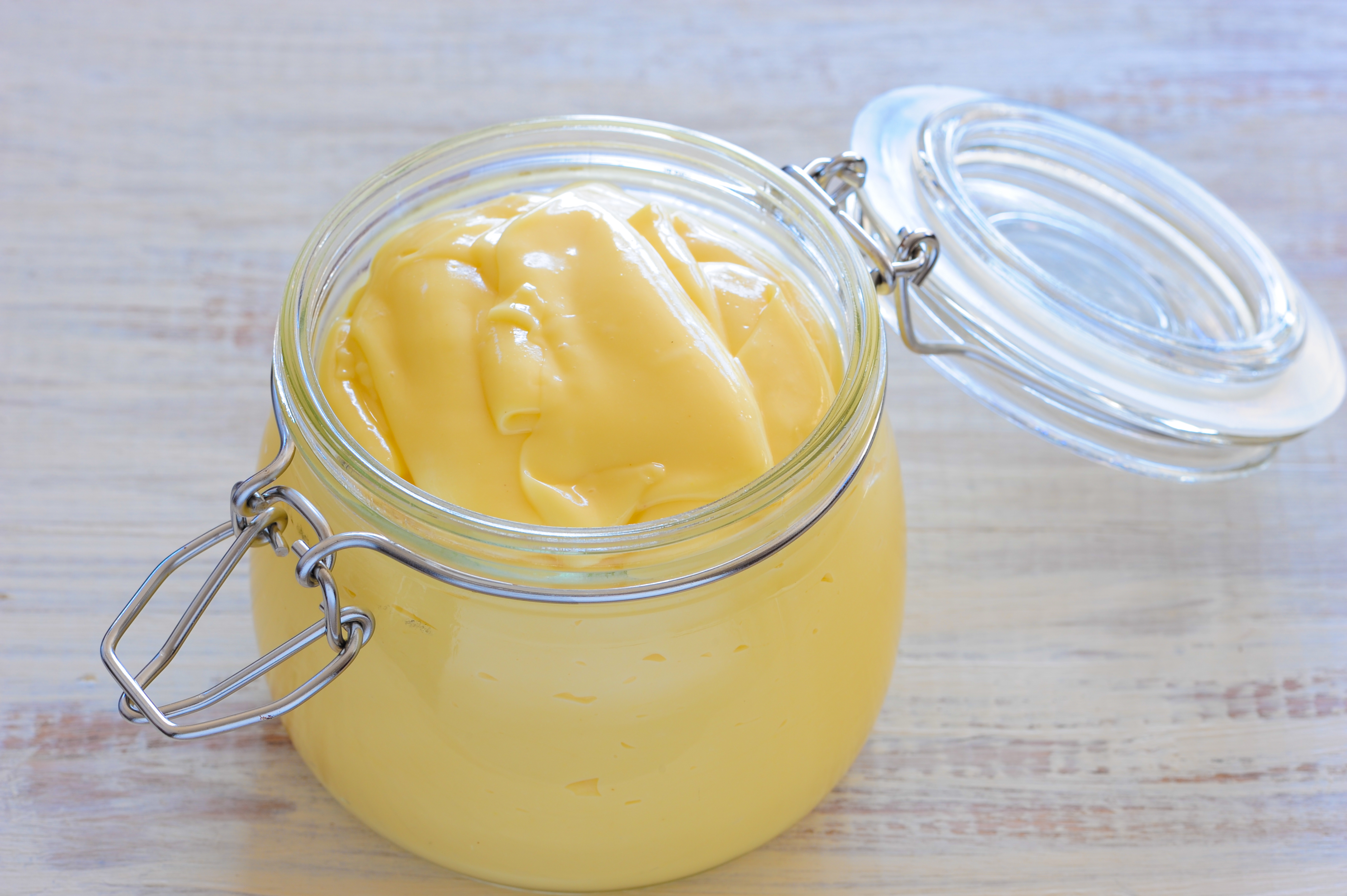
La maionesa és una dispersió col·loidal

La química col·loidal és una branca de la química dedicada a l'estudi dels col·loides i d'altres dispersions de substàncies no clarament cristal·lines, com ara suspensions grosseres, emulsions, pel·lícules, plàstics, etc. En aquest sentit s'inclouen com a col·loides moltes de les substàncies amb interès industrial, per la qual cosa la química col·loidal té una importància tecnològica rellevant.

## Història

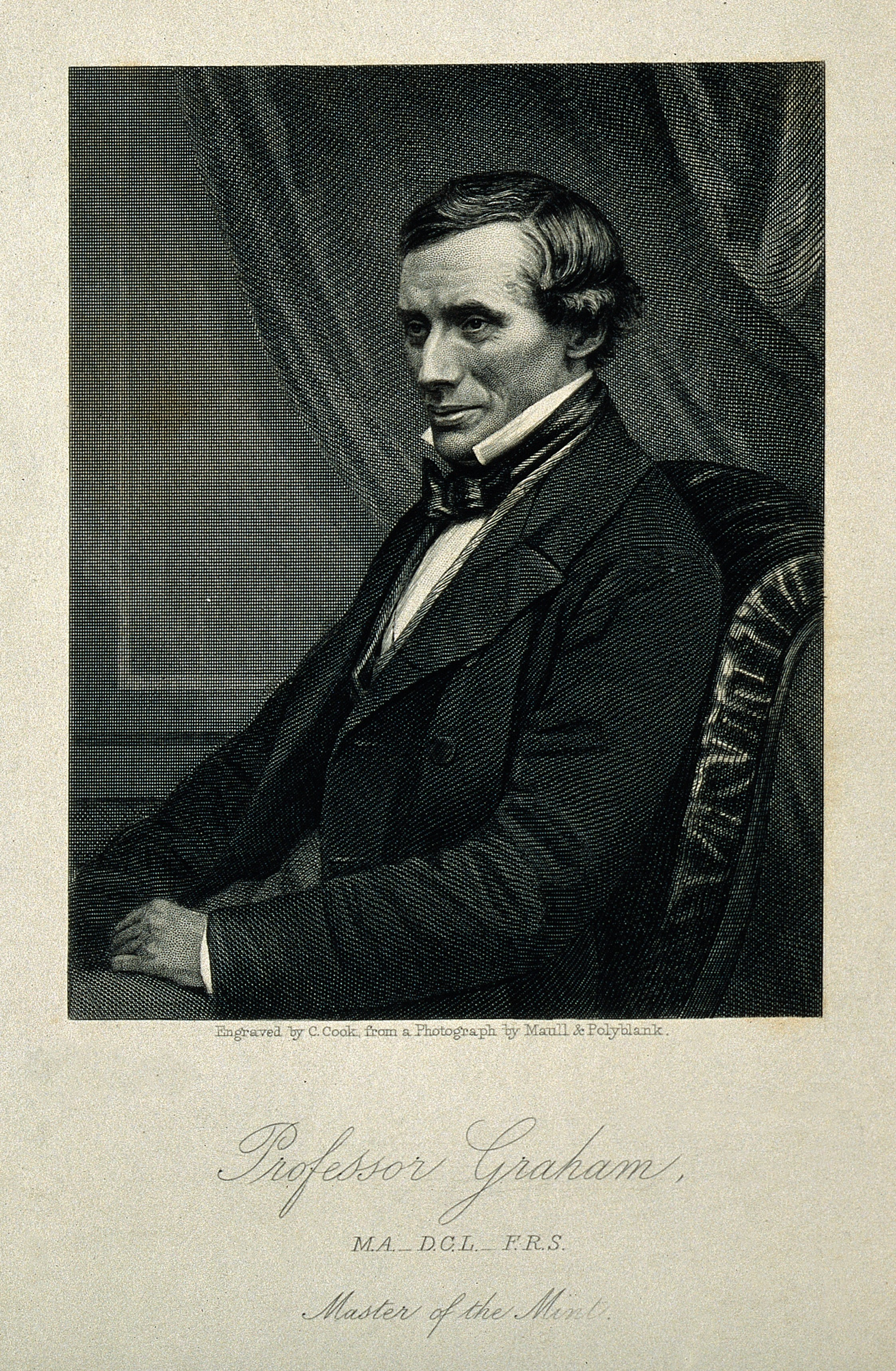
Thomas Graham

La química col·loidal s'inicià el 1961 amb la investigació del químic escocès Thomas Graham (1805-1869) sobre la difusió de les substàncies dissoltes. Graham diferencià els soluts en dues classes segons la seva difusió: als que anomenà cristal·loides i els col·loides. Els cristal·loides dialitzen fàcilment a través d'una membrana semipermeable, i en evaporar la solució aquests queden com a residu formant cristalls; mentre que els col·loides no dialitzen per la membrana semipermeable, i en evaporar queden com un coàgul. Llavors Thomas Graham fou el primer a estudiar fenòmens de col·loides, i el primer a encunyar una definició per a aquestes substàncies. La paraula col·loide l'adaptà Graham del grec kollṓdēs "enganxós", derivat de kólla "goma, aiguacuit" per l'aspecte que tenen.
Actualment no s'accepta la classificació de Graham, ja que en un mateix cos pot ser col·loide i cristal·loide alhora; per exemple, l'albúmina d'ou s'ha obtingut en forma cristal·litzada, igualment, el clorur de sodi se l'ha obtingut com una dispersió col·loidal, tot depèn de la classe de solvent que s'utilitzi. Per això a través de la història s'han donat diferents definicions que es complementen les unes a les altres. Si hom vol fer referència a aquesta propietat, es defineix l'estat col·loidal com un estat de la matèria, en la qual el diàmetre de la partícula està entre una desena i una mil·lèsima de micròmetre (10 μm - 0,001 μm) i no pot ser visible a simple vista. No obstant això, també aquesta definició per grandària de partícula té limitacions, ja que té en compte que les partícules són esfèriques i el seu diàmetre està classificat dins dels rangs de mida donats, per tant les macromolècules fibroses i lineals no esfèriques surten d'aquest comportament, però algunes d'aquestes es comporten com dispersions col·loidals, per això es diu que aquest rang no és sempre fix, que els seus límits poden variar.

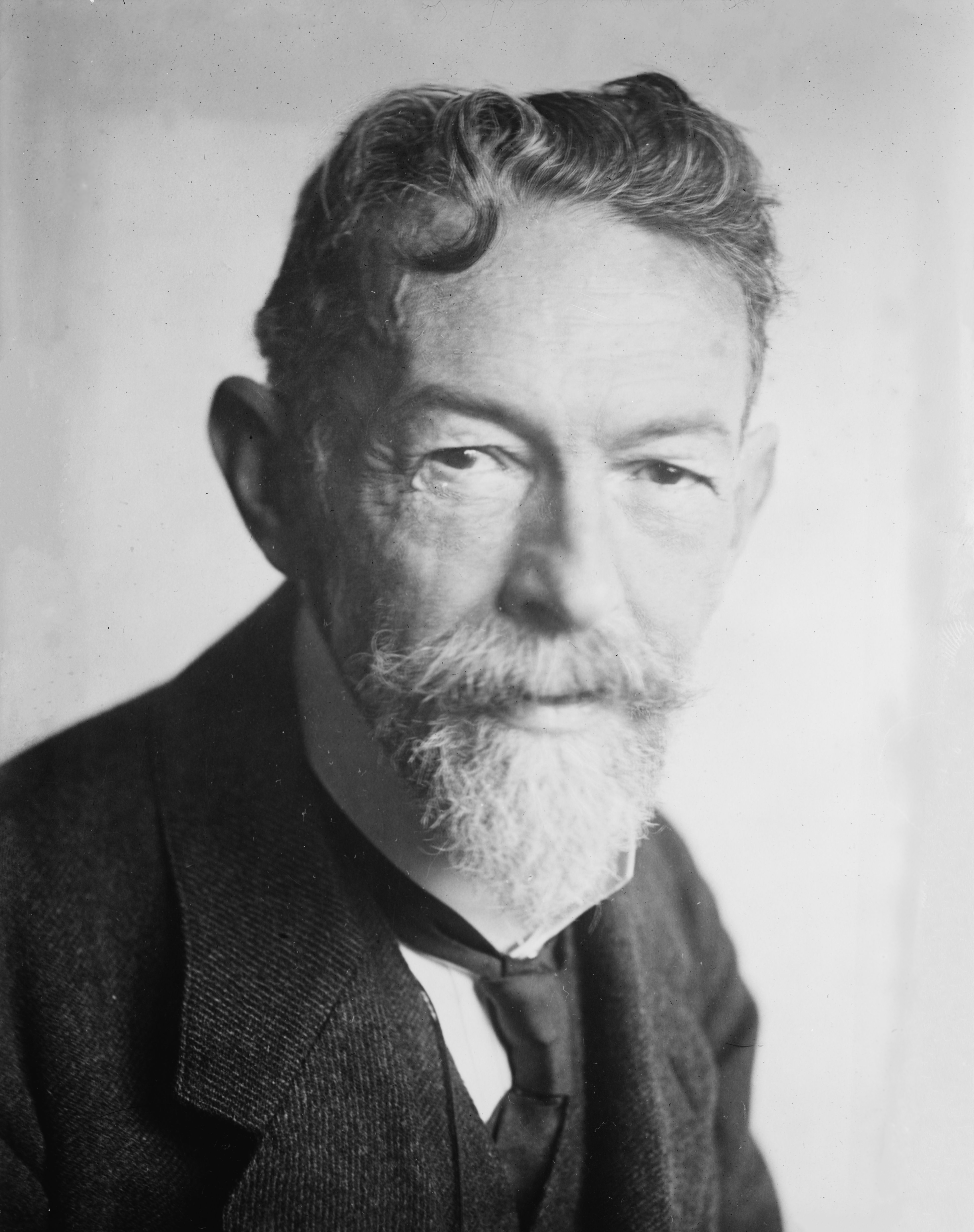
Richard Adolf Zsigmondy

El científic anglès Michael Faraday (1791-1867) ja el 1857 havia fet treballs amb els col·loides d'or estudiant les seves propietats òptiques. Descobrí que en passar un feix de llum a través d'un sol d'or, s'observava una dispersió lateral de la llum. Poc després, 1869, fou estudiat aquest fenomen pel químic irlandès John Tyndall (1820-1893) i s'anomena efecte Tyndall. Es comprovà que és una característica de tots els sistemes col·loidals.
Una de les aportacions més rellevants foren les cinc regles del químic rus Peter Petrovich von Weymarn (1879-1935), que són les regles més usades actualment: 
1. Les propietats fisicoquímiques són iguals independentment de la forma com s'obté el col·loide.
2. Totes les substàncies sòlides en dissoldre poden passar a l'estat de solució col·loidal.
3. Totes les substàncies sòlides en cristal·litzar poden passar a l'estat de solució col·loidal.
4. En el procés de cristal·lització es poden generar les condicions que permetin que les suspensions col·loidals romanguin en aquest estat durant fraccions de segons, anys i fins i tot centúries.
5. Per a cada substància sòlida és possible triar un dissolvent i la temperatura que afavoreixi la formació de l'estat col·loidal.[2]

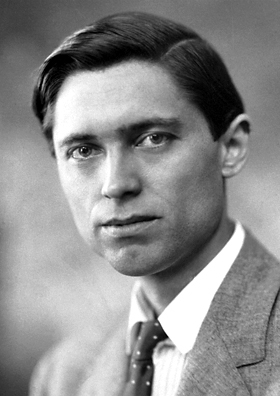
Theodor Svedberg

Les aportacions més destacades en química col·loidal són les del químic alemany Wolfgang Ostwald (1883-1943), que mostrà la importància dels col·loides en els colorants, el cuir, l'acer i el paper; la del químic alemany Richard Adolf Zsigmondy (1865-1929) amb col·laboració de Heinrich Siedentopf (1906-1963), que inventà l'ultramicroscopi, amb el qual observà per primera vegada les partícules col·loidals, recerca per la qual fou guardonat amb el Premi Nobel de Química del 1925; la del químic suec Theodor Svedberg (1884-1971) qui inventà la ultracentrífuga que possibilità determinar la mida i el pes de les partícules col·loidals i guardonat amb el Premi Nobel de Química el 1926; i la del químic nord-americà Irving Langmuir (1881-1957) també fou molt important per a l'avanç de la química col·loidal, ja que estudià els processos d'adsorció superficials i la formació de pel·lícules superficials d'adsorció, la qual cosa li valgué el premi Nobel de Química del 1932.